# Argemone
- Commons
- Wikispecies

Argemone é um género botânico pertencente à família Papaveraceae.

## Espécies
- Argemone aenea
- Argemone alba
- Argemone alba var. leiocarpa
- Argemone albiflora
- Argemone arida
- Argemone arizonica
- Argemone armeniaca
- Argemone aurantiaca
- Argemone barclayana
- Argemone bipinnatifida
- Argemone brevicornuta
- Argemone burkartii
- Argemone cambrica
- Argemone chisosensis
- Argemone corymbosa
- Argemone crassifolia
- Argemone delicatula
- Argemone echinata
- Argemone fruticosa
- Argemone georgiana
- Argemone glauca
- Argemone gracilenta
- Argemone grandiflora
- Argemone hispida
- Argemone hunnemanni
- Argemone intermedia
- Argemone leiocarpa
- Argemone mexicana
- Argemone mucronata
- Argemone munita
- Argemone narcotica
- Argemone ochroleuca
- Argemone ownbeyana
- Argemone pinnatifida
- Argemone platyceras
- Argemone pleiacantha
- Argemone polyanthemos
- Argemone purpurea
- Argemone pyrenaica
- Argemone rosea
- Argemone rotundata
- Argemone sexvalvis
- Argemone spinosa
- Argemone squarrosa
- Argemone stenopetala
- Argemone subalpina
- Argemone subfusiformis
- Argemone subintegrifolia
- Argemone sulphurea
- Argemone superba
- Argemone turnerae
- Argemone versicolor

## Classificação do gênero
| Sistema | Classificação                      | Referência               |
| ------- | ---------------------------------- | ------------------------ |
| Linné   | Classe Polyandria, ordem Monogynia | Species plantarum (1753) |